# Ludueña (Rosario)
Ludueña es un tradicional barrio ferroviario ubicado en el noroeste de la ciudad de Rosario. Se extiende alrededor de un cruce ferroviario importante de los ferrocarriles Mitre y Belgrano.
Gran parte del barrio conserva el carácter de barrio ferroviario, con casas antiguas y modernas, en su mayoría de dos plantas, y una alta densidad de establecimientos industriales. Es característica un número elevado de callejones y pasajes angostos. Hacia el oeste, el barrio se convierte en un típico barrio residencial con menor densidad de empresas. La zona del cruce ferroviario, en el oeste, es la más humilde; con varios pequeños asentamientos informales que se extienden hacia el barrio vecino de Belgrano.

## Obra social
Se destaca en el barrio la tarea social del padre Edgardo Montaldo, al frente de una capilla que convoca a la gente más humilde del barrio. Su comedor y lugar de Encuentro "Betania" da amparo y alimento a cientos de niños del barrio.
También desarrolla una importante labor la Orquesta Social "Sinfónica Infantil y Juvenil del Barrio Ludueña", cuya mentora es la Srta. Derna Isla, quien a través del Programa Vibrato de la Fundación Allegro Argentina, fundó en el año 2005 la Orquesta social, en la Escuela Salesiana N.º 1027 Luisa Mora de Olguín. El organismo recibe apoyo económico e institucional de la Municipalidad de Rosario a través del Presupuesto Participativo.

## Estación Ludueña
Ludueña fue una estación ferroviaria construida en el año 1892 por el FCCA (troncha ancha) creada para el intercambio de carga entre éste ferrocarril y el FCPSF (Ferrocarril Provincial de Santa Fe) y el FCCGBA (Ferrocarril Compañía General de Buenos Aires) ambos de trocha angosta y de capitales Franceses. Con la nacionalización de los ferrocarriles, en la década de los 50, la estación pasó a pertenecer al FCGBM y los ramales de trocha angosta que llegaban para intercambiar cargas en ella pasaron a formar parte del FCGMB.
Para principios de los 60 la estación estaba clasificada por el Ferrocarril Mitre como de 1.ª. categoría habilitada para el servicio de pasajeros, encomiendas, cargas generales y hacienda. Hacia esta época ya no se encontraba habilitada para el intercambio de cargas entre las distintas trocha, había dejado de ser una estación de intercambio. La estación Ludueña era una intermedia en el corredor Rosario Central - Cañada de Gómez, estando la misma a 4,7 km de la estación Rosario Central cabecera del ramal. Ludueña también fue una estación intermedia para el ramal que provenía de Buenos Aires vía Pergamino, es decir (Retiro-Victoria-Pergamino-Peyrano-Soldini-Rosario Central). En este corredor, principalmente de cargas, la estación Ludueña se ubicaba en el kilómetro 347,1 desde Buenos Aires (Estación Retiro Mitre).
Se encuentra actualmente con operaciones de cargas y sin operaciones de pasajeros, sin embargo por sus vías transitan los servicios Retiro-Rosario/Córdoba/Tucumán de la empresa estatal Trenes Argentinos Operaciones, aunque no hacen parada en esta.

## Deportes
En lo deportivo se encuentra el Fortín de Ludueña, dónde el club Tiro Federal hace las veces de local.

## Homenajes
En los años noventa el cantautor Rubén Goldín le dedicó a Ludueña una canción que le dio al barrio notoriedad a nivel nacional.
El cantautor León Gieco le dedicó una canción, El ángel de la bicicleta, a un héroe popular de este barrio, Pocho Lepratti, encargado de un comedor de niños carenciados en la zona sur, quien murió asesinado durante las revueltas del 2001 por la policía provincial.